# Cydonia Colles
Cydonia Colles és un grup de turons del quadrangle Mare Acidalium de Mart, situat amb les coordenades planetocèntriques a 41.67 ° latitud N i 351.24 ° longitud E. Té 362.78 km de diàmetre i va rebre el nom d'un tret albedo localitzat a 50 ° latitud N i 355 ° longitud O. El nom va ser aprovat per la UAI l'any 2003. El terme "Colles" és utilitzat per turons petits o knobs.